# Tlagasana
Tlagasana is een plaats en bestuurslaag (kelurahan) in het onderdistrict (kecamatan) Watukumpul van het regentschap Pemalang van de provincie Midden-Java, Indonesië. Tlagasana telt 8.786 inwoners (volkstelling 2010).